# Dinámica de sistemas
La dinámica de sistemas es una metodología para analizar y modelar el comportamiento temporal en entornos complejos. Se basa en la identificación de los bucles de realimentación entre los elementos, y también en las demoras en la información y materiales dentro del sistema. Lo que hace diferente este enfoque de otros usados para estudiar sistemas complejos es el análisis de los efectos de los bucles o ciclos de realimentación, en términos de flujos y depósitos adyacentes. De esta manera se puede estructurar a través de modelos matemáticos la dinámica del comportamiento de estos sistemas. La simulación de estos modelos actualmente se puede realizar con ayuda de programas computacionales específicos. 
Originalmente desarrollada en 1950 para ayudar a los administradores de empresas a mejorar su comprensión de los procesos industriales, económicos. Actualmente se usa en el sector público y privado para el análisis y diseño de políticas. Fue creada a principios en la década de 1960 por Jay Forrester de la MIT Sloan School of Management del Massachusetts Institute of Technology) con la creación del MIT System Dynamics Group.

## Historia
Se creó a mediados de los años 1950 por el profesor Jay Forrester a raíz de un trabajo suyo para General Electric (GE). Así, en 1956, Forrester aceptó un puesto de profesor en la recién formada MIT Sloan School of Management. Su objetivo inicial era determinar cómo sus antecedentes en la ciencia y la ingeniería podían ser aprovechados, de alguna manera útil, en las cuestiones fundamentales que determinan el éxito o el fracaso de las empresas.
En ese momento, los directivos de GE estaban perplejos porque el empleo en sus plantas de electrodomésticos en Kentucky exhibía un ciclo significativo de tres años. El ciclo económico se consideró una explicación insuficiente para la inestabilidad del empleo en GE. A partir de simulaciones a mano (o cálculos) de la estructura de flujos y de la retroalimentación de las plantas de GE, que incluyó a la toma de decisiones corporativas con respecto a la estructura de la contratación y los despidos, Forrester fue capaz de demostrar cómo la inestabilidad en el empleo de GE se debía a la estructura interna de la empresa y no a una fuerza externa, como el ciclo económico. Estas simulaciones manuales fueron el comienzo de un nuevo enfoque para abordar problemas industriales, basado en el análisis de la estructura interna más que en el impacto de factores externos.
Durante la década de 1950 y comienzos de 1960, Forrester y un equipo de estudiantes de postgrado se dio el salto de una etapa de la simulación manual a una la etapa de modelado formal por ordenador debido a que en esa época Richard Bennett creó el primer lenguaje de modelado dinámico llamado SIMPLE (Simulation of Industrial Management Problems with Lots of Equations) en la primavera de 1958. En 1959, Phyllis Fox y Alexander Pugh escribió la primera versión de DYNAMO (DYNAmic MOdels), una versión mejorada de SIMPLE, y el nuevo lenguaje basado en variables de hasta 8 caracteres, del que aún se pueden hallar modelos en libros antiguos, se convirtió en el estándar de la industria durante más de treinta años. Forrester publicó el primer, y todavía clásico, libro en el campo con el título de Industrial Dynamics en 1961. Desde finales de 1950 a finales de 1960, las publicaciones recogen aplicaciones centradas en el ámbito de organización industrial y a problemas gerenciales en empresas. En 1968, sin embargo, un acontecimiento inesperado causó que el campo se ampliara más allá del modelado corporativo. John Collins, el exalcalde de Boston, fue nombrado profesor visitante de Asuntos Urbanos del MIT. El resultado de la colaboración Collins-Forrester fue un libro titulado Urban Dynamics que sirvió para explicar cómo los subsidios públicos provocan que en el centro de las grandes ciudades habiten las familias de menor renta, lo cual ya había definido Forrester antes como el comportamiento contra-intuitivo de los sistemas sociales. Muy poco después, en 1970, Jay Forrester fue invitado por el Club de Roma para una reunión en Berna, Suiza. El Club de Roma es una organización dedicada a la solución de lo que sus miembros describen como el "predicamento de la humanidad", es decir, la crisis global que puede aparecer en algún momento en el futuro, debido a las exigencias que se colocan sobre la capacidad de carga de la Tierra (sus fuentes de los recursos renovables y no renovables y sus sumideros para la eliminación de los contaminantes) que el mundo está en crecimiento exponencial de la población. En la reunión de Berna, a Forrester se le preguntó si podría aportar un nuevo enfoque para ser utilizado para hacer frente a la difícil situación de la humanidad. Su respuesta, por supuesto, era que podía. En el avión de regreso de la reunión de Berna, Forrester creó el primer borrador de un modelo del sistema socioeconómico del mundo, donde aparecían conceptos inéditos hasta entonces como el de ‘reciclaje’ de productos de consumo. Él llamó a este modelo WORLD1. A su regreso a Estados Unidos, Forrester refinó WORLD1, en preparación para la visita al MIT por los miembros del Club de Roma, dando origen a una versión refinada del modelo que fue el WORLD2. Forrester publicó World2 en un libro titulado World Dynamics. 
Los trabajos realizados por Forrester en el MIT dieron origen a una simulación realizada por el equipo coordinado por Donella H. Meadows que tenía por objeto analizar el comportamiento de las principales variables mundiales, es decir la población mundial, la industrialización, la contaminación, la producción de alimentos y la explotación de los recursos naturales, y que dio origen a un informe que se publicó bajo el título "Limits to Growth" (Los Límites del Crecimiento), que se tradujo a varios idiomas y tuvo una fuerte difusión mundial.

## Aplicaciones

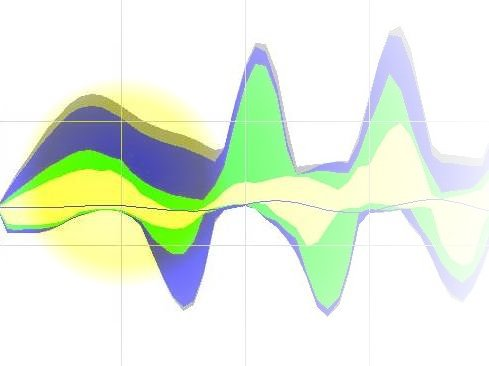
Modelos de simulación de Dinámica de sistemas con Vensim

Tiene aplicaciones en prácticamente todas las áreas del conocimiento como podemos observar en los numerosos artículos publicados en los congresos anuales de la System Dynamics Society. Se trata de una potente herramienta para:
- Enseñar a los reflejos del sistema de pensamiento de las personas que está siendo entrenado.
- Analizar y comparar los supuestos y modelos mentales acerca de cómo funcionan las cosas.
- Obtener una visión cualitativa sobre el funcionamiento de un sistema o las consecuencias de una decisión.
- Reconocer arquetipos de sistemas disfuncionales en la práctica diaria.

Los modelos permiten simular el impacto de diferentes políticas relativas a la situación a estudiar ejecutando simulaciones what if (¿qué pasaría si?) que permiten ver las consecuencias a corto y medio plazo, y ser de gran ayuda en la comprensión de cómo los cambios en un sistema lo afectan en el tiempo. En este sentido es muy similar al pensamiento sistémico ya que se basa en los mismos diagramas de causales con bucles o lazos de retroalimentación (feedback). Sin embargo, estos modelos de simulación permiten además hacer simulaciones para estudiar el comportamiento de los sistemas y el impacto de políticas alternativas. Se utiliza en especial para investigar la dependencia de los recursos naturales y los problemas resultantes del creciente consumo a nivel global para mejorar el especial en el desarrollo de nuevos productos. Existe una gran variedad de marcas de software en el mercado que ayudan a aplicar esta herramienta de una forma amigable: Vensim, Stella, ithink, Powersim, Dynamo, etc.